# Sonia de Francisco
Sonia de Francisco és una bibliotecària argentina i presidenta de l'organització de Dones Empresàries de Mar del Plata. Dedicada a donar visibilitat a l'activitat laboral femenina per tal d'equiparar-la a la dels homes. Va ser la primera encarregada de la divisió de biblioteques municipals de la ciutat de Mar del Plata, creada el 1974. Va promoure l'obertura de diferents biblioteques en associacions veïnals de foment a la ciutat de Mar del Plata, les biblioteques municipals instal·lades en places de la ciutat i la Biblioteca Dipositària de les Nacions Unides. Entre 2010 i 2012 va ser voluntària de la campanya de bibliobusos de CONABIP, "Sumergite a la Lectura", destacant l'espai lúdic de la lectura. Ha impulsat importants experiències d'intercanvi entre Mar del Plata i Barcelona, promovent el paper de les biblioteques com a empreses socials.
En els anys 70 's crea la Divisió de Biblioteques Municipals en el marc de la Direcció de Cultura de la Municipalitat de Mar del Plata. El 29 de setembre de 1978 funda la Biblioteca Pública Comunal a la ciutat de Batán, pertanyent a el Partit de General Pueyrredón. En 2017 va presentar la culminació de tres anys de treball per crear i enfortir l'intercanvi entre Mar del Plata (Argentina) i Barcelona on no només promovia la visibilització de les biblioteques de les dues ciutats, sinó que a més promovia la participació de les dones empresàries.

## Premis i distincions
- Premi AIDA, Mar del Plata, 1983.[cal citació]
- Menció "Personatges de la meva Ciutat", pel Centre Cultural JM de Pueyrredón, Mar del Plata, setembre de 1995.[cal citació]
- Premi "Esperança d'Or" pel seu esforç social, que permet albirar la seva capacitat de servei i la seva ànima obstinada en contra de la discriminació, Mar del Plata, octubre de 1995.[cal citació]
- Premi "Presidential Award of Excellence", en estima a la seva incansable dedicació i servei desinteressat. Greater Fort Lauderdale Sister Cities International, Florida al novembre de 2001.[cal citació]
- Premi "Greater Fort Lauderdale Sister Cities International, Florida al novembre de 2001" per la seva inavaluable contribució a l'Argentina 2002 en honor d'el mes de l'herència de cultura hispànica, Broward County Libraries Division, al setembre de 2002.[cal citació]
- Menció "Dama de la solidaritat", per la Caixa de Previsió Social per Advocats de la Província de Buenos Aires, novembre de 2004.[cal citació]
- Premi a "Actitud emprenedora" per la Fundació CEPES, Mar del Plata a l'octubre de 2009.[cal citació]
- Menció d'honor per part de la saga de les 7 escriptores Belloso - Ferrari - Gondin - Larice - Ovejero - Slaiman - Vega, per l'impuls a projecte literari, Mar del Plata, Dia Internacional de la Dona 8 de Març de 2015.[cal citació]
- Homenatge a la X Jornada Temes Actuals en Bibliotecología,[7] Mar del Plata al novembre de 2019.